# Poker Night at the Inventory
Poker Night at the Inventory is een poker-computerspel van Telltale Games uit 2010.  Men kan het spel aanzien als opvolger van Telltale Texas Hold'em.
Het pokerspel wordt gespeeld door 5 personen:
- de speler (als onzichtbaar personage)
- Tycho uit de Penny Arcade-webcomic
- Max uit de Sam & Max-franchise
- Heavy Weapons Guy uit Team Fortress 2
- Strong Bad uit de Homestar Runner-webcomic en het computerspel Strong Bad's Cool Game for Attractive People

## Verhaal
"The Inventory" is een geheime pokerclub in de kelder van een winkel in computerspellen.  De club werd opgericht in 1919 nadat een eerste versie van het "Achttiende amendement op de grondwet van de Verenigde Staten" uitlekte en in handen kwam van een groepje fervente gokkers.  Het voorstel bevatte niet enkel de drooglegging, maar ook een verbod op gok- en amusementspelen.  (in werkelijkheid bevatte het amendement enkel de drooglegging). Hierop besloten de fervente gokkers om in het geheim een speakeasy met pokerclub op te richten nog voordat het Amerikaans Congres het voorstel omzette in een effectieve wet.
Het spel start op het ogenblik de speler lid wordt van de pokerclub.  Reginald Van Winslow, de kapitein van het schip "Screaming Narwhal" uit Tales of Monkey Island, geeft een inleiding over de werking van de club.

## Spelbesturing
Poker Night is een computerspel gebaseerd op Texas Hold'em.  De simulatie is tussen de speler (als onzichtbaar karakter) en Max, Tycho, The Heavy en Strong Bad. Elke speler start met een beginkapitaal van $10,000.  Zolang men niet bankroet is, blijft men in het spel. De winnaar is de persoon die het langst in het spel blijft.  Naargelang de speelronde wordt er gebruikgemaakt van No limit-inzet of limit-inzet.   De karakters hoeven geen geld of pokerfiches in te zetten: ze kunnen ook persoonlijke bezettingen inzetten die je bij Team Fortress 2 kan gebruiken als wapens en versiering.
Hoe meer rondes de speler wint, hoe meer instellingen hij in het spel kan wijzigen: andere speelkaarten, andere speeltafel, ...

## Gespreksonderwerpen
In de menu-instellingen kan de speler een keuze maken uit enkele gespreksonderwerpen.  Daarnaast heeft hij ook de keuze om vloekwoorden en seksueel getinte woorden/zinnen te laten censureren of niet.  Bij het uitschakelen van deze optie zal Strong Bad toch nog dergelijke woorden/zinnen gebruiken, maar hoort de speler daar een pieptoon en verschijnen er *** in de ondertiteling.